# Mitsubishi ASX
Le Mitsubishi ASX, aussi appelé Mitsubishi RVR au Japon et au Canada, Mitsubishi Outlander Sport aux États-Unis, est un SUV du constructeur automobile japonais Mitsubishi vendu à partir de 2010.
Il est remplacé en 2023 sur certains marchés par une seconde génération basée sur le Renault Captur II.

## Première génération (2010-)

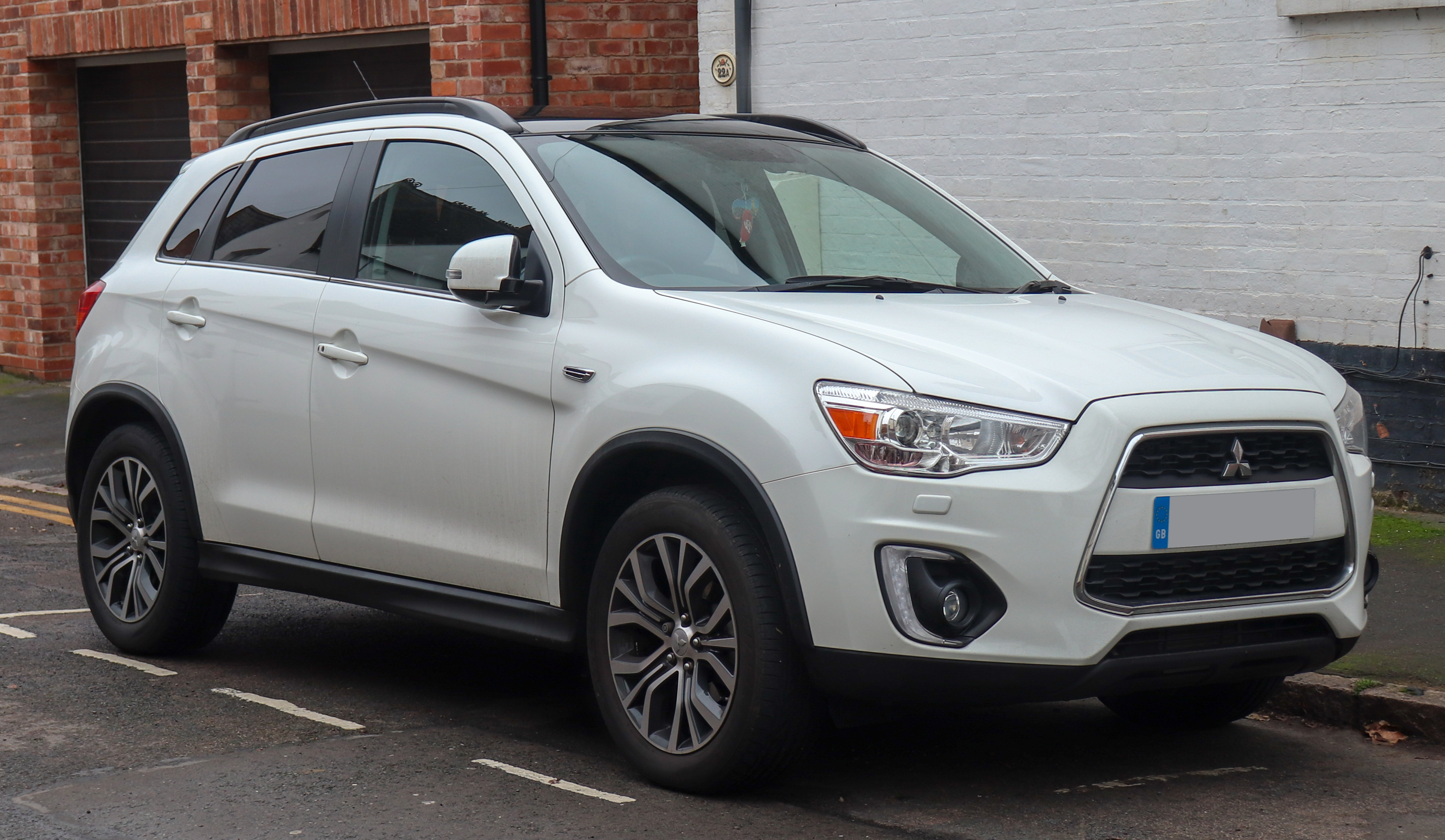
Mitsubishi ASX ZC-H DI-D 4X4 de 2016

## Seconde génération (2023-)

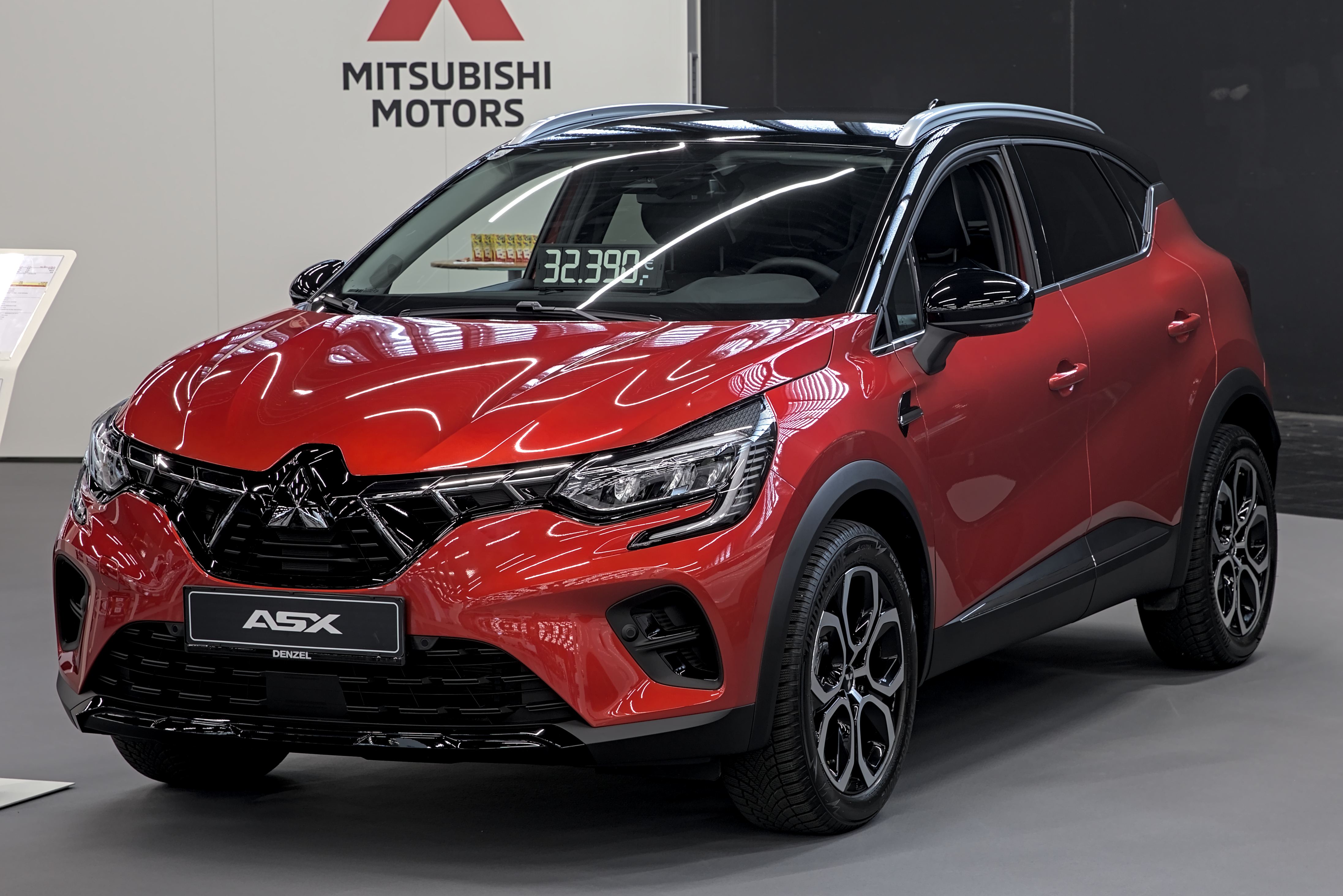
Mitsubishi ASX de 2023